# Takamine Jōkichi
Takamine Jōkichi (Japonés: 高峰 譲吉;  Hepburn: Takamine Jōkichi?,  3 de noviembre de 1854 – 22 de julio de 1922), fue un científico japonés. Nació en Takaoka, Provincia de Etchū (actual Prefectura de Toyama). Estudió química en la Universidad Imperial de Tokio, de donde se recibió en 1879 y posteriormente estudió en la Universidad de Glasgow. Fue quien en 1901, descubrió la adrenalina, mientras se encontraba residiendo en Estados Unidos, y con este descubrimiento, se conoció la primera hormona. Su vida se ha representado en dos películas: Sakura de 2010, dirigida por Toru Ichikawa, protagonizada por Masaya Kato y Takamine de 2011 dirigida por Kon Ichikawa y protagonizada por Hatsunori Hasegawa.